# Kasteel Teck
Teck is een kasteel in het voormalige koninkrijk Württemberg. Het ligt aan de noordelijke kant van de Zwabische alpen en ten zuiden van de plaats Kirchheim unter Teck (district Esslingen), op een 775 meter hoge berg, de Teck, waar het kasteel zijn naam aan ontleent.
Voor het eerst wordt Teck vermeld in een verdrag uit 1152 tussen keizer Frederik I Barbarossa en hertog Koenraad I van Zähringen.
Het kasteel was de residentie van de hertogen van Teck, een zijtak van het huis Zähringen. In 1381 zag hertog Frederik III van Teck zich echter gedwongen het kasteel wegens schulden aan de graaf van Württemberg te verkopen. In 1439 overleed de laatste hertog en stierf de titel uit.
In 1525 werd het kasteel verwoest tijdens de Boerenopstand. Pas in de 19e en 20e eeuw is het weer opgebouwd.